# Вариашу Мик (Арад)
Вариашу Мик (рум. Variașu Mic) насеље је у Румунији у округу Арад у општини Иратошу. Oпштина се налази на надморској висини од 99 m.

## Становништво
Према подацима из 2002. године у насељу је живело 105 становника.

### Попис2002.
| Расподела становништва по националности 2002.‍ | Расподела становништва по националности 2002.‍ | Расподела становништва по националности 2002.‍ | Расподела становништва по националности 2002.‍ | Расподела становништва по националности 2002.‍ |
| --------------------------------------------- | --------------------------------------------- | --------------------------------------------- | --------------------------------------------- | --------------------------------------------- |
|                                               |                                               |                                               |                                               |                                               |
| Румуни                                        | Румуни                                        |                                               | 31                                            | 29,5%                                         |
| Мађари                                        | Мађари                                        |                                               | 74                                            | 70,5%                                         |